# Wylesianie Amazonii
Wylesianie Amazonii / wylesianie w Brazylii — usuwanie powierzchni leśnych lasów amazońskich powiązane z modelem wzrostu gospodarczego opartego na wydobyciu, który opiera się na akumulacji czynników produkcji (praca, kapitał, ziemia). W tym modelu, z silnym naciskiem na eksport towarów, wylesianie jest wyborem ekonomicznym, często związanym z hodowlą bydła, górnictwem, produkcją soi lub pozyskiwaniem lasów, a wpływ na to mają czynniki podnoszące konkurencyjność zewnętrzną rolników amazońskich, począwszy od rozwoju infrastruktury (zwłaszcza dróg), a skończywszy na deprecjacji realnego kursu walutowego. Polityka ”grabieży ziemi” środowisku naturalnemu w Amazonii wiąże się z racjonalnym oczekiwaniem, że ten model wzrostu będzie nadal podnosił ceny gruntów rolnych, tworząc zachęty do zagarniania gruntów publicznych. 
Przed modyfikacją przez człowieka las zajmował około 17% powierzchni Brazylii. W latach czterdziestych XX wieku Brazylia rozpoczęła program rozwoju narodowego w dorzeczu Amazonki. Brazylia miała najwyższy wskaźnik wylesiania na świecie — w 2005 roku miała największą powierzchnię lasów usuwaną rocznie. Od 1970 roku zniszczono ponad 700 000 kilometrów kwadratowych (270 000 sq mi) lasu deszczowego Amazonii. W 2001 roku Amazonia miała około 5 400 000 kilometrów kwadratowych (2 100 000 sq mi), co stanowiło tylko 87% pierwotnej wielkości Amazonii. Według oficjalnych danych około 729 000 km² zostało już wylesionych w biomie Amazonii, co odpowiada 17% całości. 300 000 km² zostało wylesionych w ciągu ostatnich 20 lat.
Lasy deszczowe zmniejszyły swoją powierzchnię głównie z powodu wylesiania. Między majem 2000 a sierpniem 2006 roku Brazylia straciła prawie 150 000 kilometrów kwadratowych (58 000 sq mi) lasu, obszar większy niż Grecja. Według raportu Living Planet Report z 2010 roku wylesianie nadal postępuje w alarmującym tempie. Podczas 9. Konferencji Konwencji o różnorodności biologicznej 67 ministrów zobowiązało się do osiągnięcia zerowego netto wylesiania do 2020 roku. Z powodu wylesiania Amazonia była emitentem netto gazów cieplarnianych w latach 2010-tych.
Skutki obejmują "poważne straty finansowe, społeczne i utratę bioróżnorodności". Straty ekonomiczne spowodowane wylesianiem w Brazylii mogą sięgać około 317 miliardów dolarów rocznie, co stanowi około 7 razy więcej w porównaniu z kosztami wszystkich towarów wyprodukowanych poprzez wylesianie. W 2023 roku Bank Światowy opublikował raport zatytułowany: "A Balancing Act for Brazil’s Amazonian States: An Economic Memorandum", proponujący program gospodarczy niezwiązany z wylesianiem w regionie lasu deszczowego Amazonii.